# Амбазонија
Држава Амбазонија  или Федерална Република Амбазонија је политички ентитет који су прогласили англофони сепаратисти, који траже независност од Камеруна. Они тврде да државу треба да чине северозападни и југозападни регион Камеруна. Ниједна земља није признала постојање Амбазоније.

## Географски положај
Амбазонија се налази у Гвинејском заливу. На истоку, Амбазонија се граничи са Републиком Камерун, а на западу и северу са Нигеријом. Уклесана је између Западне Африке и бивше Француске Екваторијалне Африке. Амбазонија има површину од 43.000 km². Када би била независна делила би морске границе са Нигеријом, Камеруном и Екваторијалном Гвинејом.
Држава има популацију од приближно 6 милиона људи. Рангирана је на 131. месту по величини.
Амбазонију чине 2 географска региона:
1. Област травњака на северу
2. Регион шума на југу.

## Рељеф
Амбазонија је окружена са неколико планинских ланаца и дубоких котлина. Долине су углавном прекривене рафијом и еукалиптусом. Рафија је основна сировина за израду уметничких предмета, а такође се користи у производњи вина. Највиша тачка Амбазоније је планина Фоко (4100м).
Шумски регион има веома богат рељеф који почиње од истока реке Мунго и са равницом Тико тече ка северозападу са вулканском и прелепом планином Фoко и мочварама мангрова која се протежу од Тика до Атлантског океана на његовим западним границама са Нигеријом. Ту је огромна богата шума која се протеже између 4 округа: Купе-Муанегуба, Лебијалем, Мања и Меме. То је дом Дебунше, који се налази на северозападу Викторије и друго највлажније место на свету после Чарапунџија у Индији. Дебушина има годишње падавине око 10000мм.

### Вегетација
Дуж пута од шуме до саване могу се видети суве долине са веома високим дрвећем од којих су нека висока и преко 20 m. Постепено се може приметити промена вегетације од веома високог дрвећа до обичне траве.
Зона саване је стрмог и стеновитог нагиба прекривеног травама које су понекад високе и до 1,5 m и потпуно су без дрвећа, а и ако га има оскудно је и ниско. Пењући се ка горе може се видети видети кишомер и чувено усамљено Магично дрво.
Шумски регион има веома богат рељеф који почиње од истока реке Мунго и са равницом Тико тече ка северозападу.

## Клима
Постоје две сезоне:
1. Сушна сезона која почиње од новембра и завршава се око маја. просечна температура је око 20 степени, а ваздух је сув и хладан.
2. Кишна сезона која почиње у јуну и завршава се око октобра. Просечна дневна температура је око 20 степени, а ноћу 15 степен

У планинама дуж западне границе постоје две различите сушне сезоне. Код Мемфеа и Баменде у периоду од новембра до фебруара практично је без кише. На обали, сушна сезона је много краћа и мање изражена, али се види у наглом смањему падавина током јуна и јула, када количине падавина износе од 90 до 150мм.

## Историја
Представници англофоних група сазвали су прву конференцију свих англофона у Буеи од 2. априла до 3. априла 1993. године. Конференција је издала "Декларацију Буеа", која је позвала на уставне амандмане за обнављање федерације из 1961. године. Затим је уследила друга англофонска конференција у Баменди, која је издала "Бамендску декларацију" у којој се наводи да ће Јужни Камерун прогласити независност, уколико савезна држава не буде обновљена у разумном року. Млађи активисти формирали су Омладинску лигу Јужног Камеруна у Буеи 28. маја 1995. године, а Уједињеним Нацијама је послата делегација, предвођена Џоном Фончом, која је примљена јуна 1995. године, где је поднета петиција против "анексије" јужног Камеруна од Француског Камеруна. Исте године уследио је референдум о потписима, за који организатори тврде да је 315.000 људи гласало у корист независности.
Наоружани припадници Јужно Суданског Националног Савета заузели су радио станицу Буеа и југозападној провинцији у ноћи 30. децембра 1999. године и у раним сатима 31. децембра емитовали су траку са проглашењем независности. Власти Камеруна су оптужене за кршење људских права активиста из Јужног Камеруна.
Јужни Камерун, од тада преименован у Амбазонију, члан је организације непредстављених нација и народа, а од 2005. године је и чартер члан организације афричких држава у настајању.
Током 2016. и 2017. године, широко распрострањени протестни покрет наишао је на гушење владе, што је довело до нереда и насиља против снага безбедности. 2017. године дошло је до једностраног проглашења независности од стране лидера Амбазоније. Насиље је прерасло у рат, а од 2023. године настављају се сукоби са насељеним центрима и стратешким локацијама које углавном контролише влада. Амбазонске снаге су се бориле да формирају уједињени фронт, а међусобни сукоби су ометали преговоре са Камеруном или успостављање контроле над различитим групама милиција које су учествовале у борбама. Насиље које још увек траје довело је до кршења људских права, од обе стране, укључујући убијање цивила, мучење, силовање и родно засноване злочине, као и неоправдане притворе и отмице.

## Постанак имена
Термин Амбазонија  потиче од речи Амбозес, локалног залива на ушћу реке Вури, познат као залив Амбас. Назив је осмислио Фон Горји Динка 1984. у оквиру кампање за очување и обнову аутономије анголофоних институција у региону.
Термин се чешће повезује са сепаратистичком фракцијом која тражи независност, док камерунска влада и други званични извори, попут Уједињених Нација и даље називају "северозападни регион" и "југозападни регион".
Да би се односили на делове Камеруна који говоре француски језик, сепаратисти из Амбазоније су користили термин "ла Републике" и погрдне описе попут "банана држава", или "колонијални Камерун". "Банана република" се користи као критика камерунских институција, док се "колонијални Камерун" користи за критику франкофонске доминације. Амбазонски побуњеници називају ратну зону англофонске кризе као "Нулта територија", што се односи на разарања изазвана грађанским ратом.

## Језик
Амбазонци углавном користе камерунски енглески дијалекат. Међутим, сепаратистичке снаге су такође развиле јединствен сленг у контексту побуне. Побуњеници своје логоре називају "црквама", преносећи дубље духовно значење овим важним местима, где се побуњеници могу сакрити. Слично томе неки побуњеници своје оружје називају "библијама", а своје нападе "крсташким ратовима", док други користе изразе "шећерна трска", или "кикирики". за патроне. Израз "пржење кокица" за борбене ситуације веома је уобичајен међу побуњеницима. Када побуњеници кажу да су "протраћили" појединца, они описују атентан, а издајице се називају "црноноги". Они који су претрпели ампутације, често као резултат тортуре од стране побуњеничке милиције описују се као "кратких рукава", док се чин одсецања нечијих прстију назива "гари".

## Инфраструктура
Многа подручја Амбазоније практично су депопулизована због потпуне неприступачности региона. Недостатак основних путева током целе године приморао је староседеоце региона да мигрирају у друге делове земље. Најсликовитији приказ је лоша инфраструктура коју је колонијална влада Камеруна нанела Амбазонији. Влада Амбазоније је свесна чињенице да су фрустрације које су народ и омладина трпели 57 година убедили да сви морају поднети жртве неопходне за постизање суверенитета и државности. У том контексту влада је посвећена спровођењу јасно дефинисане политике о основној ифраструктури у саобраћају, комуникацијама, снабдевању електричном енергијом и водом. Како би провреда Амбазоније функционисала као јединствена целина и омогућила свим регионима земље да дају свој допринос економском развоју, влада ће предузети изградњу националног аутопута, који ће бити направљен да повеже све кључне регионе.

### Аеродроми
Република Амбазонија је мала држава по површини. Међутим, има одређене потребе у погледу аеродромске инфраструктуре. Аеродроми ће омогућити приступ различитим деловима земље. Рехабилитација постојећих аеродрома и узелтишта имаће приоритет, док ће реновирање нових писти имати приоритет у односу на изградњу путева.
У том погледу приоритет ће имати следећи аеродроми:
- Баменда, који никад није стављен у употребу од његове иградње 1980-их. Реновирање овог аеродрома ће имати приоритет, јер ће се користити као седиште правосуђа Републике Амбазоније.
- Бесонгабанг, намењен да служи Мамфе, биће седиште законодавног тела
- Тико, намењен да служи главној морској луци у Викторији као и националном главном граду Буеа

### Луке
Бродови су били специјално опремљени за транспорт банана произведених у Амбазонији. Такође су нудили путничке услуге између Европе и Амбазоније. У ту сврху изграђени су објекти на Тику. Након уједињења са француским Камеруном 1961. године Амбазонија је изгубила приступ тржишту банана у Великој Британији, јер више није била територија Комонвелта. То је довело до престанка бродске линије од Авонмута до Тика и до наглог пада индустрије банана у Амбазонији.
Пад луке Тико може се директно пратити губитком британског тржишта за индустрију банана Амбазоније. Ипак, Тико и даље има потенцијал да се врати у свој ранији статус велике морске луке, под условом да уложи одговарајућа улагања у лучке објекте.

## Пољопривреда
Највећа агроиндустријска јединица у држави су плантаже банана, чаја и палминог уља. Могуће је посетити плантажу чаја у Буеи и плантажу банана у Делмонтеу у Тику. Они су величанствено пространо зеленило и експлоатација високих прихода за привреду. Такође су велики произвођачи какаа, а стабла су упечатљива по својим величинама. У северном делу Амбазоније добро успевају ирски кромпир, пасуљ, кукуруз, купус, бибер, зелена паприка, парадајз, лук, итд.

## Туризам
Амбазонија  због свог географског положаја у Африци  располаже значајним туристичким потенцијалима, што је чини местом за посету. Поседује импресивне туристичке ресурсе, рељеф, климу, флору и фауну, као и људе и традицију. Као дом највишег врха у западној Африци и земаља великих водопада Менчум нуди подједнако много традиција као и културне разноликости.
Амбазонија је пута огромних туристичких богатстава, природно-географских занимљивости, историјских остатака живих сведочанстава о томе шта је у земљи постојало, културног наслеђа, традиционалних карактеристика сваког народа који она представља изложби и других фолклорних манифестација разноврсних као и њен народ.

### Споменик независности
Овај споменик независности у Мамфеу, је вероватно најмање познат споменик изграђен током година вртоглаве еуфорије у знак сећања на рођење двојезичних Савезних Уједињених Камерунских Република. У смислу симболике, споменик је важан колико и несрећа народа. Данас је споменику преко потребан нови премаз боје и окружење које је достојно некада узвишених тежњи које су у почетку довеле до његове изградње- још један показатељ непосредне потребе за слободом за Амбазонију.

### Ботаничка башта
Град Викторија има ботаничку башту која је друга најбоља у Африци. Поседује бројне врсте флоре од којих се око 150 не може наћи нигде другде у свету. Ова ботаничка башта је била једна од најважнијих у свету. Да би се употпунио рад у Викторији у Буеи су успостављане експерименталне парцеле за врсте на високим надморским висинама као што је чај. Врт поседује хербаријум, лабораторије, учионице, музеј, библиотеку и смештај за особље.

### Национални парк Коруп
Национални парк Коруп се налази у јужном региону Амбазоније и покрива 126.900 хектара шуме, од којих је већина зимзелена шума. Парк је настао 1986. године и укључује бивши резерват шуме Коруп, основан под британским мандатом 1930-их. Налази се 60км у унутрашњости Атлантског океана и 10км од границе са Нигеријом. Један је од највлажнијих и најизолованијих остатака атлантске обалне шуме која се некада ширилиа од делте Нигера до Габона. Клима је екваторијална и веома влажна, са 5300мм падавина годишње. Подручје има изразиту сушну сезону у периоду децембар-фебруар и интензивну влажну сезону у периоду од маја до октобра.
Парк има песковито земљиште које је веома сиромашно због испирања хранљивих материја обилним падавинама. Веома велике гранитне громаде су типичне за парк и чине туристичку атракцију.